# Théorème de Pick
Pour les articles homonymes, voir Pick.
Ne doit pas être confondu avec le théorème de Schwarz-Pick
Le théorème de Pick est un théorème de géométrie, qui donne une relation mettant en jeu un polygone sur une grille du plan.

## Énoncé

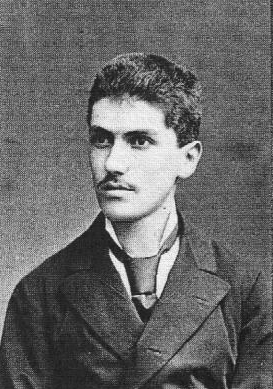
Georg Pick, 1885.

Soit un polygone non aplati construit sur une grille de points équidistants (c'est-à-dire des points de coordonnées entières) tel que tous ses sommets soient des points de la grille ; le théorème de Pick fournit une formule simple pour calculer l'aire A de ce polygone en se servant du nombre i de points intérieurs du polygone et du nombre b de points du bord du polygone :
{\displaystyle A=i+{\frac {1}{2}}\,b-1\,}.
Dans l'exemple ci-dessus, nous avons i = 9 et b = 14, ainsi, l'aire est {\displaystyle A=9+{\frac {1}{2}}(14)-1=9+7-1=15\,} (unités carrées).
Le théorème tel qu'énoncé ci-dessus est seulement valide pour les polygones simples, c'est-à-dire ceux constitués d'une pièce et qui ne contiennent pas de "trous". Pour des polygones plus généraux, le "– 1" de la formule est remplacé par "{\displaystyle -\chi (P)\,}", où {\displaystyle \chi (P)\,} est la caractéristique d'Euler de P.
Ce résultat fut énoncé en premier par Georg Alexander Pick en 1899 . Il peut être généralisé en trois dimensions et plus par les polynômes d'Ehrhart. La formule se généralise aussi aux surfaces de polyèdres.

## Démonstration
Considérons un polygone P et un triangle T avec un côté en commun avec P. Supposons que le théorème de Pick soit vrai pour P ; nous voulons montrer qu'il est vrai aussi pour le polygone PT obtenu en ajoutant T à P. Puisque P et T partagent un côté, tous les points de bord le long du côté en commun sont fusionnés avec les points intérieurs, excepté pour les deux points extrêmes du côté, qui sont fusionnés avec les points de bord. Ainsi, en appelant le nombre de points de bord en commun c, nous avons :
{\displaystyle i_{PT}=(i_{P}+i_{T})+(c-2)\,} et
{\displaystyle b_{PT}=(b_{P}+b_{T})-2(c-2)-2\,}.
De ce qui précède, il suit :
{\displaystyle (i_{P}+i_{T})=i_{PT}-(c-2)\,} et
{\displaystyle (b_{P}+b_{T})=b_{PT}+2(c-2)+2\,}.
Puisque nous supposons le théorème vrai pour P et pour T séparément,
{\displaystyle A_{PT}=A_{P}+A_{T}\,} 

{\displaystyle =i_{P}+{\frac {1}{2}}b_{P}-1+i_{T}+{\frac {1}{2}}b_{T}-1\,}

{\displaystyle =(i_{P}+i_{T})+{\frac {1}{2}}(b_{P}+b_{T})-2\,}

{\displaystyle =i_{PT}-(c-2)+{\frac {1}{2}}(b_{PT}+2(c-2)+2)-2}
{\displaystyle =i_{PT}+{\frac {1}{2}}b_{PT}-1\,}.
Par conséquent, si le théorème est vrai pour les polygones construits à partir de n triangles, le théorème est aussi vrai pour les polygones construits à partir de n + 1 triangles.
Pour finir la démonstration par récurrence, il reste à montrer que le théorème est vrai pour les triangles. 
La vérification dans ce cas peut être faite par étapes :
- vérifier directement que la formule est correcte pour tout rectangle avec les côtés parallèles aux axes ;
- vérifier à partir de ce cas qu'elle marche aussi pour les triangles droits obtenus en coupant ces rectangles par une diagonale ;
- maintenant, tout triangle peut être converti en rectangle en attachant (au plus trois) tels triangles droits ; puisque la formule est correcte pour les triangles droits et pour le rectangle, elle l'est aussi pour le triangle original.

La dernière étape utilise le fait que si le théorème est vrai pour le polygone PT et pour le triangle T, alors il est vrai aussi pour P ; ceci peut être vu par un calcul très similaire à celui montré ci-dessus.
Pour le démontrer, nous montrerons en premier que le théorème de Pick possède un caractère additif. Supposons que notre polygone possède plus que 3 sommets. Alors, nous pouvons le diviser en 2 polygones {\displaystyle P_{1}\,} et {\displaystyle P_{2}\,} tels que leur intérieur ne se réunissent pas. Les deux ont moins de sommets que P.
Nous voulons que la validité du théorème de Pick soit équivalente à la validité du théorème de Pick pour {\displaystyle P_{1}\,} et {\displaystyle P_{2}\,}.
Notons l'aire, le nombre de points du réseau interne et le nombre de points du réseau du périmètre pour {\displaystyle P_{k}\,} par {\displaystyle A_{k}\,}, {\displaystyle I_{k}\,} et {\displaystyle O_{k}\,}, respectivement, pour k = 1, 2.
De façon claire, {\displaystyle A=A_{1}+A_{2}\,}.
Ainsi, si nous notons le nombre de points du réseau sur les côtés en commun de {\displaystyle P_{1}\,} et {\displaystyle P_{2}\,} par L, alors :
{\displaystyle I=I_{1}+I_{2}+L-2\,}
et
{\displaystyle O=O_{1}+O_{2}-2L+2\,}.
Par conséquent :
{\displaystyle I+{\frac {1}{2}}O-1=I_{1}+I_{2}+L-2+{\frac {1}{2}}O_{1}+{\frac {1}{2}}O_{2}-L+1-1\,}
{\displaystyle =I_{1}+{\frac {1}{2}}O_{1}-1+I_{2}+{\frac {1}{2}}O_{2}-1\,}.
Ceci prouve notre but. Par conséquent, nous pouvons trianguler P et cela suffit à prouver le théorème de Pick.
Il existe d'autres démonstrations, dont une également géométrique mais fondée sur la décomposition du polygone en « triangles minces » (triangles ayant leurs sommets sur la grille de points mais aucun point de la grille à l'intérieur ni sur les côtés), et une autre fondée sur l'équation de la chaleur (on imagine des sources de chaleur identiques en chacun des points de la grille).